# Medasina tapaicola
Medasina tapaicola är en fjärilsart som beskrevs av Eugen Wehrli 1941. Medasina tapaicola ingår i släktet Medasina och familjen mätare. Inga underarter finns listade i Catalogue of Life.